# Mojca Kopač
Mojca Kopač (* 2. Mai 1975 in Ljubljana) ist eine ehemalige slowenische Eiskunstläuferin, die im Einzellauf startete.

## Werdegang
Kopač, die für Drsalno-Kotalkarski Klub Stanko Bloudek startete, begann ihre Karriere in den 1990er Jahren bei nationalen Meisterschaften. So gewann sie in der Saison 1990/91 erstmals den Slowenischen Meistertitel. Im darauffolgenden Jahr gehörte sie überraschend zum Kader für die Olympischen Winterspiele 1992 in Albertville. Dort erreichte sie Platz 25. Bei der Weltmeisterschaft verpasste sie die Kür. Ein Jahr später erreichte sie nach einem weiteren nationalen Titel bei den Eiskunstlauf-Europameisterschaften 1993 den 18. Platz. Bei der Weltmeisterschaft verpasste sie aber wie auch im Vorjahr die Kür. 1994 und 1995 blieb sie auf nationaler Ebene weiterhin ungeschlagen, musste sich aber bei den Europameisterschaften je mit dem 20. Platz zufriedengeben. Beim Karl Schäfer Memorial erreichte sie 1995 den 11. Platz. Beim Golden Spin of Zagreb 1996 erreichte sie mit Platz zwei erstmals das Podium. Kurze Zeit später bei den Eiskunstlauf-Weltmeisterschaften 1996 in Edmonton erreichte sie mit Platz 18 erstmals eine Platzierung unter den Top 20.
Mit dem Gewinn des Golden Spin of Zagreb 1997 qualifizierte sie sich in letzter Sekunde für die Olympischen Winterspiele 1998 in Nagano. Dort belegte sie nach dem Wettbewerb den 23. Rang. Nachdem sie auch bei den Eiskunstlauf-Weltmeisterschaften 1998 nicht über den 24. Rang hinauskam, konnte sie erst wieder beim Ondrej Nepela Memorial auf sich aufmerksam machen, wo sie mit Platz zwei auf dem Podium stand. Nachdem sie von 1997 bis 2000 nicht den nationalen Titel erringen konnte, feierte sie von 2001 bis zum Ende ihrer Karriere 2004 noch einmal drei nationale Titel. Nach den Eiskunstlauf-Weltmeisterschaften 2004 beendete sie ihre aktive Karriere.
Seit ihrem Karriereende trainiert sie in Aston Township, Pennsylvania. 2007 heiratete sie Louis Tiernan und heißt seitdem Kopač-Tiernan.

## Ergebnisse
| Meisterschaft / Jahr        | 1990/91 | 1991/92 | 1992/93 | 1993/94 | 1994/95 | 1995/96 | 1996/97 |
| --------------------------- | ------- | ------- | ------- | ------- | ------- | ------- | ------- |
| Olympische Winterspiele     |         | 25.     |         |         |         |         |         |
| Weltmeisterschaften         |         |         |         |         |         | 18.     | 20.     |
| Europameisterschaften       |         |         | 18.     | 20.     | 20.     | 15.     | 19.     |
| Slowenische Meisterschaften | 1.      | 1.      | 1.      | 1.      | 1.      | 1.      | 1.      |
| Meisterschaft / Jahr        | 1997/98 | 1998/99 | 1999/00 | 2000/01 | 2001/02 | 2002/03 | 2003/04 |
| Olympische Winterspiele     | 23.     |         |         |         | 22.     |         |         |
| Weltmeisterschaften         | 24.     |         | 31.     |         |         | 20.     | 27.     |
| Europameisterschaften       | 13.     | Z       | 14.     |         | 14.     | 23.     | 17.     |
| Slowenische Meisterschaften | 2.      |         | 2.      |         | 1.      | 1.      | 1.      |